# مدرسة نورد أنجليا الدولية (قطر)
مدرسة نورد أنجليا الدولية الخور المعروفة سابقا باسم مدرسة كومباس الدولية الخور هي مدرسة دولية في الخور، قطر. تأسست المدرسة في يناير 2012 ولديها حاليا أكثر من 700 طالب من 35 جنسية مختلفة.
مدرسة نورد أنجليا الدولية الخور هي جزء من نورد أنجليا للتعليم. نورد أنجليا للتعليم تعلم أكثر من 37،000 طالب في 43 مدرسة في 15 بلدا.
تقدم المدرسة التعليم للطلاب الذين تتراوح أعمارهم بين 3-13 سنة. تم اعتماد المدرسة محليا من قبل اعتماد المدارس الوطنية في قطر وعلى الصعيد الدولي من قبل المدارس البريطانية في الخارج والمدرسة البريطانية في الشرق الأوسط.

## التاريخ
تأسست في عام 1972 وتقع مدارس نورد أنجليا للتعليم في أمريكا الشمالية والشرق الأوسط وآسيا وأوروبا. هذه المدارس هي حاليا موطن لأكثر من 37،000 طالب تتراوح أعمارهم بين 2 و 18 عاما. نورد أنغليا تقدم مجموعة من المناهج الدراسية التي يتم تكييفها لتلائم احتياجات وثقافات المناطق المختلفة. جنبا إلى جنب مع المناهج الوطنية الإنجليزية كما أنها توفر الشهادة العامة الدولية للتعليم الثانوي والمستوى المتقدم من الشهادة العامة للتعليم والبكالوريا الفرنسي وماتوريت السويسري.

## المناهج الدراسية
مجموعة من المناهج الدولية للطلاب وهي الشهادة العامة للتعليم الثانوي الشهادة العامة الدولية للتعليم الثانوي والمستوى المتقدم من الشهادة العامة للتعليم.

## أسلوب التعليم
يقوم المعلمون بدعم وتمكين التلاميذ من الازدهار من خلال التعلم الشخصي مع الاعتقاد بأنه لا يوجد حد لما يمكن للأطفال تحقيقه.

## الأنشطة اللاصفية
توفر المدرسة العديد من الفرص للمشاركة في الأنشطة خارج المناهج الدراسية المصممة لتكون ممتعة ومتحدية وملهمة ومحفزة.
يشارك أولياء الأمور بشكل نشط في المجتمع المدرسي حيث يعقد الوالدان العديد من الأحداث والتجمعات الاجتماعية على مدار العام.